# Feldbahn Wielbark–Ostrołęka
| Förderbahn von Willenberg (Wielbark) nach Praßnitz (Przasnysz) |                     |                                      |                                      |
| „Trace der Feldbahn Willemberg–Ostrolenka.“ Die Skizze von 1915 ist nach Nord-Osten ausgerichtet |                     |                                      |                                      |
| Streckenlänge: | 71,2 km             |                                      |                                      |
| Spurweite: | 600 mm (Schmalspur) |                                      |                                      |
| |                     |                                      |                                      |
| \| \| \| Wielbark Willenberg Stbf. \| \| \| \| 0,0 \| Wielbark Willenberg Stbf.[1] \| Wielbark Willenberg Stbf.[1] \| \| \| \| Omulew \| \| \| \| 1,2 \| Wielbark Willenberg Mil. Bf.[1] \| Wielbark Willenberg Mil. Bf.[1] \| \| \| 6,4 \| Piwnice Wielkie Piwnitz[2] \| Piwnice Wielkie Piwnitz[2] \| \| \| 11,5 \| Opaleniec Flammberg[1] \| Opaleniec Flammberg[1] \| \| \| \| Förderbahn nach Przasnysz (Praßnitz) \| \| \| \| 14,0 \| Chorzele–Myszyniec [3] \| Chorzele–Myszyniec [3] \| \| \| 16,5 \| Łazy (Gmina Chorzele) Lazÿ[2] \| Łazy (Gmina Chorzele) Lazÿ[2] \| \| \| 21,3 \| Rachujkca[1] Knüppeldamm[2] \| Rachujkca[1] Knüppeldamm[2] \| \| \| 25,9 \| Olszewka[3] \| Olszewka[3] \| \| \| 31,0 \| Budziska[2] \| Budziska[2] \| \| \| 33,3 \| Parciaki[1] \| Parciaki[1] \| \| \| 36,0 \| Hindenburg[2] \| Hindenburg[2] \| \| \| 41,4 \| Wolka[2] \| Wolka[2] \| \| \| 46,9 \| Ruziek[2] \| Ruziek[2] \| \| \| 51,0 \| Waldheim[2] \| Waldheim[2] \| \| \| 56,0 \| Nowawies[2] \| Nowawies[2] \| \| \| 59,9 \| Nakly[1] Höhe[2] \| Nakly[1] Höhe[2] \| \| \| 56,4 \| Narewbrücke[2] \| Narewbrücke[2] \| \| \| 66,8 \| Narew[2] \| Narew[2] \| \| \| 71,2 \| Ostrołęka Ostrolenka[1] \| Ostrołęka Ostrolenka[1] \| \| \| \| Ostrołęka \| \| |                     |                                      |                                      |
| Bahnhof quer |                     | Wielbark Willenberg Stbf.            | Wielbark Willenberg Stbf.            |
| Kopfbahnhof Streckenanfang (Strecke außer Betrieb) | 0,0                 | Wielbark Willenberg Stbf.            | Wielbark Willenberg Stbf.            |
| Brücke über Wasserlauf (Strecke außer Betrieb) |                     | Omulew                               | Omulew                               |
| Bahnhof (Strecke außer Betrieb) | 1,2                 | Wielbark Willenberg Mil. Bf.         | Wielbark Willenberg Mil. Bf.         |
| Bahnhof (Strecke außer Betrieb) | 6,4                 | Piwnice Wielkie Piwnitz              | Piwnice Wielkie Piwnitz              |
| Bahnhof (Strecke außer Betrieb) | 11,5                | Opaleniec Flammberg                  | Opaleniec Flammberg                  |
| Abzweig geradeaus und nach rechts (Strecke außer Betrieb) |                     | Förderbahn nach Przasnysz (Praßnitz) | Förderbahn nach Przasnysz (Praßnitz) |
| Bahnübergang (Strecke außer Betrieb) | 14,0                | Chorzele–Myszyniec                   | Chorzele–Myszyniec                   |
| Bahnhof (Strecke außer Betrieb) | 16,5                | Łazy (Gmina Chorzele) Lazÿ           | Łazy (Gmina Chorzele) Lazÿ           |
| Bahnhof (Strecke außer Betrieb) | 21,3                | Rachujkca Knüppeldamm                | Rachujkca Knüppeldamm                |
| Bahnhof (Strecke außer Betrieb) | 25,9                | Olszewka                             | Olszewka                             |
| Bahnhof (Strecke außer Betrieb) | 31,0                | Budziska                             | Budziska                             |
| Bahnhof (Strecke außer Betrieb) | 33,3                | Parciaki                             | Parciaki                             |
| Bahnhof (Strecke außer Betrieb) | 36,0                | Hindenburg                           | Hindenburg                           |
| Bahnhof (Strecke außer Betrieb) | 41,4                | Wolka                                | Wolka                                |
| Bahnhof (Strecke außer Betrieb) | 46,9                | Ruziek                               | Ruziek                               |
| Bahnhof (Strecke außer Betrieb) | 51,0                | Waldheim                             | Waldheim                             |
| Bahnhof (Strecke außer Betrieb) | 56,0                | Nowawies                             | Nowawies                             |
| Bahnhof (Strecke außer Betrieb) | 59,9                | Nakly Höhe                           | Nakly Höhe                           |
| Bahnhof (Strecke außer Betrieb) | 56,4                | Narewbrücke                          | Narewbrücke                          |
| Brücke über Wasserlauf (Strecke außer Betrieb) | 66,8                | Narew                                | Narew                                |
| Kopfbahnhof Streckenende (Strecke außer Betrieb) | 71,2                | Ostrołęka Ostrolenka                 | Ostrołęka Ostrolenka                 |
| Bahnhof quer |                     | Ostrołęka                            | Ostrołęka                            |

Die Feldbahn Wielbark–Ostrołęka (deutsch Feldbahn Willenberg–Ostrolenka) war eine um 1915 mit Zugtieren und Dampflokomotiven betriebene, 71,2 km lange, militärische Feldbahn von Wielbark nach Ostrołęka in Polen.

## Geschichte
Die Trassierung der Feldbahn begann am 31. März 1915, und ab 4. Juli 1915 wurden die ersten Schienen mit einer Spurweite von 600 mm verlegt. Anfangs wurden dafür Vignolschienen auf Holzschwellen und später patentierte Gleisjoche, die aus der Festung Thorn herantransportiert worden waren, verwendet. Die Strecke wurde am 10. August 1915 in Betrieb genommen.
Pro Tag konnten bis zu 24 Züge mit bis zu 12 Güterwagen abgefertigt werden, die für die Hin- und Rückfahrt etwa 20 bis 24 Stunden benötigten. Das Transportvolumen betrug daher nur bis zu 1400 Tonnen pro Tag. Da dies für die Versorgung der Front mit Waffen, Munition, Baumaterial und Nachschub sowie zum Abtransport von Verwundeten nicht ausreichte, wurde am 29. Juli 1915 mit dem Bau einer normalspurigen Eisenbahn begonnen, die am 1. September 1915 in Betrieb genommen wurde. Ab dem 20. September 1915 wurden die Feldbahn-Fahrzeuge in andere Frontabschnitte verlegt. Die Schienen der militärischen Feldbahn wurden in der Kriegs- und Nachkriegszeit bis in 1963 wohl für Waldbahnen bei Parciaki und Jednorożec (wörtlich übersetzt: Einhorn) verwendet.